# Alergija
Alergija (grč. αλλεργία;  άλλος + έργον; drugo + rad) je skupina patoloških stanja uzrokovana preosjetljivošću imunosnog sustava organizma na tipično neškodljive tvari u prirodnom ili umjetnom okolišu.
Tvari koje izazivaju alergiju zovu se alergeni.
Neki od najpoznatijih alergena su:
- pelud raznih biljaka
- plodovi nekih žitarica (raž, pšenica, ...)
- neki antibiotici (penicilin, amoksicilin, ...)
- neki lokalni anestetici i njihovi aditivi
- lješnjak
- sezam
- neki školjkaši
- neke ribe
- soja
- mlijeko nekih životinja
- pčelinji otrov
- dlaka nekih životinja

## Povijest
Riječ alergija je stvorio bečki pedijatar Clemens von Pirquet 1906. godine, primijetivši da su tjelesne reakcije njegovih pacijenata povezane s vanjskim alergenima poput prašine, peludi ili određene hrane. 
Dugo vremena se smatralo da su sve preosjetljivosti uzrokovane nepravilnim djelovanjem imunoglobulina tipa IgE, no pokazalo se da postoji velik broj raznih mehanizama koji u sebi imaju tvari odgovorne za bezbroj nepravilnosti unutar tijela.
Dva znanstvenika, Philip George Houthem Gell i Robert Royston Amos Coombs, stvorila su shemu od 4 tipa preosjetljivosti:
tip I, tip II, tip III i tip IV. Danas je poznat i tip V.

## Znakovi i simptomi
Alergija je karakterizirana burnim reakcijama na alergene. Reakcije mogu biti lokalne (na jednom mjestu) ili se očitovati na kompletnom tijelu (anafilaksija).

### Lokalni simptomi
- nos: alergijski rinitis
- oči: crvenilo, svrbež, alergijski konjunktivitis
- dišni putevi: astma, dispneja
- uši: tupost i moguća pojava boli, zbog oslabljene drenaže Eustahijeve cijevi
- koža: dermatitis, urtikarija

### Anafilaksija
Klinička slika započinje odmah nakon unošenja alergena transdermalno, intramuskularno, inhalacijski, intravenozno ili peroralno. Većina reakcija događa se unutar jednog sata.
Simptomi:
- svrbež kože, crvenilo, angioedem
- stezanje bronhija, dispneja, kašalj, edem larinska i epiglotisa
- rinoreja (sekrecija iz nosne šupljine, iscjedak)
- otežano gutanje
- mučnina
- tahikardija, hipotenzija, srčana aritmija
- vrtoglavica, slabost, poremećaj svijesti
- midrijaza (proširenje zjenica)
- anksioznost (napetost, strah, nemir)
- koma (potpuni gubitak svijesti)

## Dijagnosticiranje
Postoji više načina za postavljanje dijagnoze o alergijama. U prvom redu liječnik uzima obiteljsku anamnezu (prethodna oboljenja, nasljedne bolesti, simptomi, trajanje i tijek, prehrambene navike, eventualno prethodno liječenje alergija i ostale podatke koji mogu pomoći u dijagnosticiranju). Nakon razgovora slijede testovi koji mogu dati precizniju dijagnozu:
- Kožni test
- Provokacijski testovi
- Krvne pretrage

Interpretacija rezultata zahtijeva iskusnog alergologa velikog broja lažno pozitivnih kožnih reakcija.

### Kožni test
Najlakši i najbrži način testiranja, koji se može izvesti na nekoliko načina. Kožnim testovima liječnik određuje ima li pacijent u koži imunoglobulin E koji reagira na određeni alergen (tvornički pripremljen ekstrakt različitih alergena).
- Test uboda (eng. prick test) koji se izvodi ubodnom lancetom, naziva se tako, jer se mnoštvo iglica ubadaju u kožu pacijenta. Na tim iglicama su uzorci sumnjivih alergena (trava, pelud, ekstrakt kikirikija...) koji se malim ubodom ili kirurškim nožem postave pod kožu i pravilno označe tintom ili bojom. Te tinte ili boje moraju biti pažljivo odabrane jer i one same mogu pobuditi alergijsku reakciju. Pogodna područja za testiranje su podlaktica ili leđa. Ako je pacijent alergičan na tvar koja je unesena u organizam, reakcija će biti očita za 15-30 minuta. Kod malo do umjereno osjetljivih pacijenata na neku tvar, pojavit će se samo malo crvenilo ili najviše svrbež, dok se kod visoko osjetljivih pacijenata javlja urtikarija.
- Test grebanjem (eng. scratch test) primjenjuje se kod testiranja preosjetljivosti na lijekove.
- Test kontaktnim načinom primjenjuje se kod testiranja na različite kontaktne alergene (metale, formalin, epoksi-smole).

Nakon postupka, liječnik može nanijeti steroidnu kremu na ispitano i nadraženo područje kako bi ublažio posljedice testiranja poput crvenila, osipa i upale.

#### Problemi s kožnim testom
Iako je ovaj test jednostavan i financijski isplativ, u sebi nosi i iznimno rijetke skrivene rizike kao što je mogućnost kašnjenja reakcije od nekoliko sati, trajanje reakcije od 24 sata i dulje, te dugotrajno oštećenje tkiva.
Postoje i alergeni na koje neki pacijenti nisu testirani, zbog čega je moguće da se organizam pacijenta i dalje izlaže tvari koja ga tjera na reakciju. Test može dati i lažno negativan rezultat.

### Provokacijski test
U bolesnika se izaziva blaži alergijski odgovor izravnom primjenom na sluznicu nosa, očiju, bronha ili želuca. S obzirom na to da taj test nosi određene rizike neželjenih posljedica, koje mogu biti i vrlo ozbiljne, najčešće se izvode samo u specijaliziranim bolničkim odjelima.

### Krvni test
RIST (Radio-Immuno-Sorbent-Test) u kojem se utvrđuje cjelokupni imunoglobulin E i izražava se količinski.
RAST (Radio-Allergo-Sorbent-Test) u kojem se određuje imunoglobulin E za pojedine alergene i izražava se najčešće u razredima. Koristi se često kada su u pitanju mala djeca i pacijenti koji pate od dermatitisa.

## Liječenje
Liječenje zahtijeva višestruk pristup, a započinje izbjegavanjem izlaganja uzročniku alergije, što uključuje njegovo uklanjanje iz mjesta boravka.

### Imunoterapija
Smanjivanje preosjetljivosti na pojedine tvari (hiposenzitizacija) je oblik imunoterapije kod kojeg se pacijent cijepi protiv uzročnika alergije. Takav tretman može smanjiti osjetljivost ili je potpuno eliminirati, a oslanja se na progresivno oslabljivanje imunoglobulina E. 
1960. godine, dr. Len McEwen razvio je EPD, (Enzyme Potentiated Desensitization; enzimski potencirana desenzitizacija). Količina antigena koju ta metoda koristi puno je manja od one koja se koristi u uobičajenoj terapiji. Takvo liječenje je dostupno u Kanadi i Ujedinjenom Kraljevstvu, dok je takva terapija bila dostupna i u SAD-u sve do 2001., nakon što se otkrilo da su se provodile nezakonite analize i proučavanja te terapije. Umjesto EPD, danas se u SAD-u koristi metoda LDA (Low Dose Antigens; mala doza antigena), koja ima odobrenje za upotrebu kod vrlo malog broja liječnika u SAD-u. Takve terapije se i danas općenito smatraju eksperimentalnim metodama, a provode se i istraživanja jesu li učinkovitije od placeba.
Treći način imunoterapije uključuje intravenozno davanje monoklonalnih anti-IgE tijela koja se spajaju i oslobađaju još prostora za IgE, signalirajući uzroke preosjetljivosti živčanom sustavu. Oni ne povezuju IgE koji je već povezan s receptorima na bazofilima i mastocitima, što bi inače dovelo do dodatne alergijske reakcije.

### Kemoterapija
Kemoterapija koristi antagonističke lijekove, gušeći proces granulacije i aktivacije stanica imunosnog sustava. Ti lijekovi u sebi sadrže antihistamine, adrenalin i kortizol. Mogu ublažiti simptome, ali ne i trajno otkloniti alergiju. Ipak mogu spasiti život osobama s rizikom od anafilaksije.  

### Alternativne terapije
U alternativnoj medicini koriste se razne nemedicinske metode, no bez ijednog znanstvenog dokaza koji potvrđuje njihovu učinkovitost.

## Fiziološke karakteristike alergija
Sve alergične osobe imaju poremećaj dijela imunološke reakcije. Uzroci mogu biti genetičke, okolišne ili neke druge osnove, a njihovo očitovanje je varijabilno.

### Akutni odgovor
Razlika između normalne reakcije na strano tijelo i preosjetljive reakcije tipa 1 je ta što je izlučevina stanice plazme, imunoglobulin E, različit od imunoglobulina M ili imunoglobulina G. Imunoglobulin E spaja se s Fc receptorima na površini mastocita i bazofila, koji sudjeluju u akutnoj alergijskoj reakciji. 
Kada je IgE izlučen, spaja se na Fc receptore na mastocitima ili bazofilima, čime se smatra da je stanica reagirala na alergen. Ponovna izlaganja istom alergenu uzrokuju ponovnu aktivaciju IgE, koji signalizira degranulaciju osjetljivih mastocita i bazofila. Postoji čvrst dokaz da mastociti i bazofili trebaju sustimulacijske signale za in vivo degranulaciju, signale koji proizlaze iz proteinskih receptora, poput onog kemokinskog. Granule ispuštaju histamin i druge nadražujuće kemijske spojeve (citokine, interleukine, leukotriene i prostaglandine) u okolno tkivo, pritom uzrokujući razne efekte: vazodilataciju, hipotenziju, stimuliranje živaca i kontrakciju glatkih mišića.
Akutni odgovor može biti lokaliziran (urtikarija, dermatitis, astma) ili ugroziti život (kaliskalna anafilaksija), ovisno o osobi, alergenu i drugim čimbenicima.

### Zakašnjela reakcija
Nakon što se kemijske stanice koje su uzrokovale akutni odgovor smire, alergijske reakcije često kasne, tj. pojavljuju se poslije očekivanog vremena. Ovo se događa zbog migracija ostalih leukocita kao neutrofila, eozinofila i makrofaga na svoje početno mjesto. Zakašnjela reakcija se pojavljuje obično nakon 6 sati, a može trajati 24-48 sati. Citokini iz mastocita također mogu igrati ulogu u nepopuštanju dugoročnih efekata. Zakašnjele reakcije koje se vide kod osoba oboljelih od astme se malo razlikuju od alergijskih zakašnjelih reakcija.

## Osnove alergijskih reakcija

### Genetička osnova
Zbog toga što alergični roditelji gotovo uvijek imaju i alergičnu djecu, smatra se da su alergije uglavnom nasljedne bolesti, no potomci mogu biti osjetljivi na druge alergene (npr. roditelji su osjetljivi na kikiriki, a djeca na raž). 
Izvjesnu ulogu u nasljeđivanju alergijske preosjetljivosti ima i etničko podrijetlo. Za stanje astme se smatra da su uzrok specijalni dijelovi gena i alergijski geni koji su meta specifičnim sluzavim tkivima. 

### Higijenska hipoteza
Epidemiološka istraživanja pokazuju korelaciju između pretjerane higijenske prakse i povećane pojavnosti alergijskih reakcija u populaciji, iako djeca u zemljama s visokim higijenskim standardima imaju jače imunosne sustave.
Najnovija istraživanja pokazuju da tvari koje izlučuju neke bakterije normalne crijevne flore imaju ulogu u zaštiti od alergijskih reakcija. 

### Povećana potrošnja kemikalija
U razdoblju naglog industrijskog razvoja razvijenih zemalja nakon Drugog svjetskog rata, dok je kontrola proizvoda bila još niska, u čovjekov i prirodni okoliš se posredno ispuštalo veliku količinu raznih nove tvari od kojih su neke alergijski senzitizatori.
|  | Molimo pročitajte upozorenje o korištenju medicinskih informacija. Ne provodite liječenje bez savjetovanja s liječnikom! |